# Vilisle
Ancienne commune de la Meuse, la commune de Vilisle a existé de 1973 à 1986.  Elle a été créée en 1973 par la fusion des communes de Villotte-devant-Louppy et de Lisle-en-Barrois. En 1986 elle a été supprimée et les deux communes constituantes ont été rétablies.